# Moninne
Santa Moninne de Killeavy (435-517) fue una de las primeras santas de Irlanda. Después de formarse en la vida religiosa, fundó una comunidad, que contaba inicialmente con ocho vírgenes y una viuda con un bebé, en Slieve Gullion (que luego se convirtió en el Condado de Armagh). Estas mujeres vivieron una vida ermitaña, basada en las vidas de Elías y San Juan el Bautista. Moninne murió sobre el año 517. Su día festivo es el 6 de julio.

## Vida
Moninne nació alrededor del 435 en el área de Donaghmore, en County Down. Su padre era Machta, rey del territorio que se extendía de Louth a Armagh, y su madre era Comwi o Coman, hija de uno de los reyes del norte. Se decía que había sido bautizada y confirmada por San Patricio. Cuando San Patricio pasaba por las tierras de Machta, se detuvo en casa de los padres de Moninne y predijo que el nombre de Moninne sería recordado en el tiempo.
Se dice que fue criada por Santa Brígida de Irlanda y después Monenna fundó varios conventos en Escocia e Inglaterra antes de fundar otro monasterio de monjas en Faughart, Condado de Louth. Una noche las monjas fueron perturbadas por sonidos de júbilo profano provenientes de hogares colina abajo, y cuando preguntaron cuál era la causa, se les dijo que había una boda en una de las casas. Moninne y sus hermanas, decidieron entonces buscar un sitio más adecuado a su forma de vida.
Moninne llevó a sus hermanas hacia el oeste, a la isla Begerin, para ser guiadas en la vida monástica por uno de los primeros obispos irlandeses, San Ibar. Eventualmente, la comunidad regresó de Leinster al norte de Irlanda, estableciéndose primero en Faughart, ubicado entonces en Killeavy. La Iglesia Faughart fue fundada por Santa Moninne en honor a Brígida. El monasterio de Killeavy (que significa “iglesia de la montaña”), constaba inicialmente de ocho vírgenes y una viuda con un bebé. El niño, cuyo nombre era Luger, llegó a convertirse en obispo. El número de monjas llegó eventualmente a superar las 150.
Moninne murió alrededor del año 517 y fue enterrada en Killeavy.

## Veneración
Una piedra grande de granito cubre la supuesta tumba de Santa Moninne y en los días en que se celebraba su fiesta patronal (que era el aniversario del día en que una iglesia había sido dedicada a un santo), se rezaban oraciones en la iglesia y los peregrinos continuaban luego al Pozo Santo, ubicado en las pendientes de Slieve Gullion, regresando luego a la piedra para la oración final.

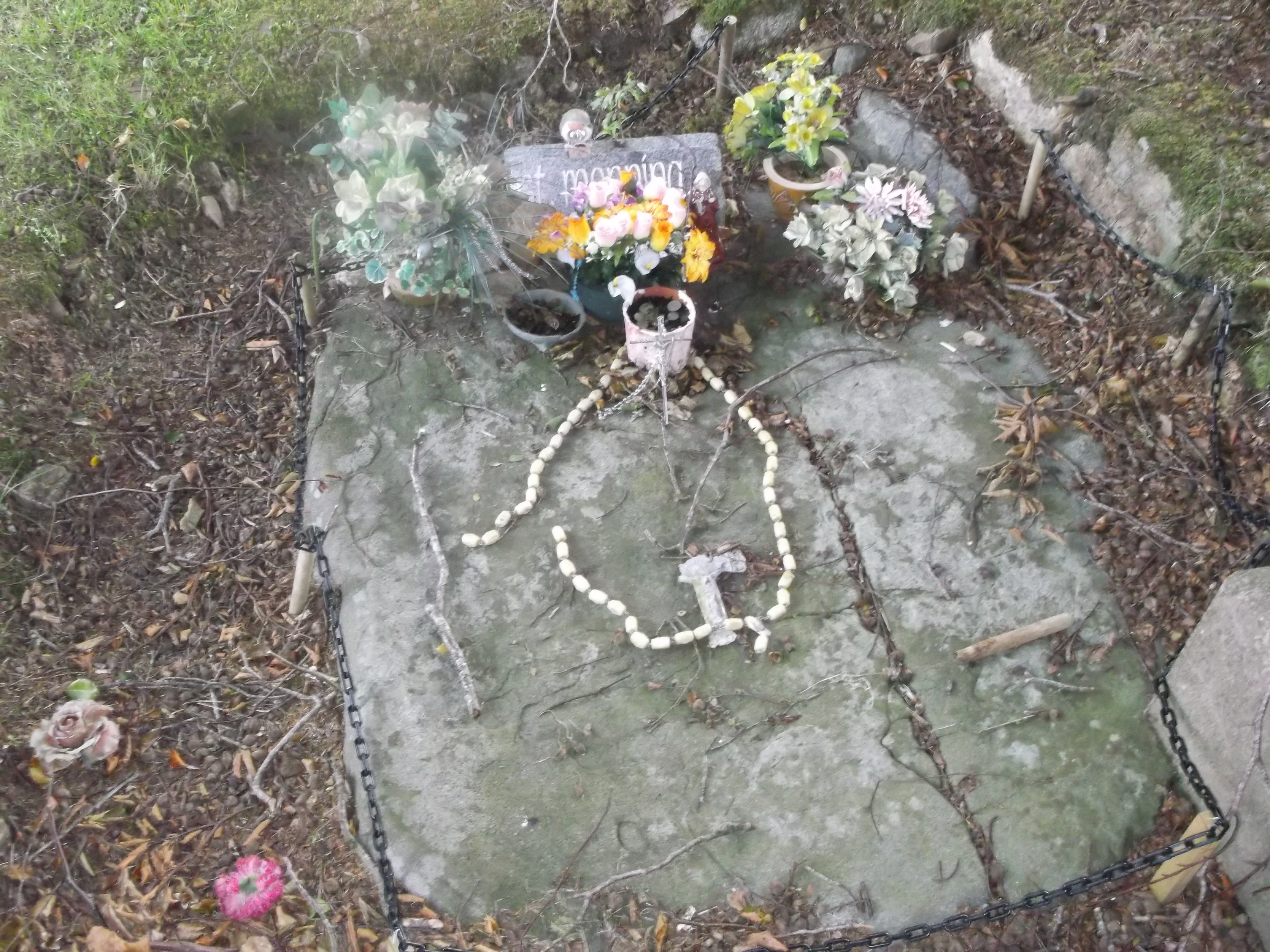
La tumba de Santa Monnina, Cementerio Killeavy.

El Día de la Santa Patrona Moninne era el 6 de julio, pero con el comienzo de la persecución a la fe católica en el siglo XVI, estas ceremonias religiosas populares acabaron prohibidas por ley. Después de la supresión del día de la Santa Patrona en 1825, se olvidó la existencia del Pozo Santo, pero este fue redescubierto por el Padre James Donnelly en 1880.
El pozo de Santa Moninne está marcado por una cruz blanca grande. La fecha de la Santa Patrona fue revivida en 1928 y parece haber sobrevivido hasta 1934. Se colocó un santuario sobre el pozo con una estatua de la Virgen María. La inscripción en el pozo reza "Tobhar Naoimh Blathnaidh". El lugar fue un encuadre histórico para el Peregrinaje de Año Santo del 4 de agosto de 1974.